# 張皓明
張皓明（英語：Chang Hao-Ming，1972年6月6日—），台灣演員、歌手兼企業經營者。因在偶像劇《終極一班》中飾演的角色「金寶三」而廣為人知。自2003年起參與多部電視劇演出，包括《米迦勒之舞》《驚異傳奇》，並延續於《終極一家》、《終極三國》與《終極一班2》《終極一班3》等系列中維持角色呈現。
除演藝事業外，亦曾擔任NY BAGEL餐廳的股東，但該餐廳於2021年宣布停業。
2022年，他在節目中透露，原本計畫拍攝《終極一班6》，但因故無限期停擺，並自嘲已50歲仍被迫繼續飾演高中生，引起廣泛討論。近日，他與其他金鐘熟面孔同框重聚，曾在節目中回憶因拍攝《終極一班》而出現的趣事，例如為拍Melody戲劇角色讓自己一個月不洗車。

## 戲劇作品

### 電視劇/網路劇
| 年度   | 劇名                          | 飾演                        |
| ------ | ----------------------------- | --------------------------- |
| 2003年 | 薔薇之戀                      | 漫畫編輯                    |
| 2003年 | 米迦勒之舞                    | 黎兒                        |
| 2004年 | 安室愛美惠                    | 保羅                        |
| 2004年 | 我的寵物老公                  | 斯坦                        |
| 2005年 | 終極一班                      | 金寶三                      |
| 2006年 | 東方茱麗葉                    | 巴克                        |
| 2006年 | 驚異傳奇－鬼計                | 郭子                        |
| 2006年 | 天使情人                      | 蝙蝠俠                      |
| 2006年 | 花樣少年少女                  | 天王寺                      |
| 2007年 | 熱情仲夏                      | 周喬杉朋友                  |
| 2007年 | 終極一家                      | 任秂完弄·晨文               |
| 2007年 | 公主小妹                      | 南風彩朋友                  |
| 2007年 | 惡作劇2吻                     | 彼德                        |
| 2008年 | 翻滾吧!蛋炒飯                 | 泰德                        |
| 2008年 | 籃球火                        | 菲爾                        |
| 2008年 | 霹靂MIT                       | 邱士鴻                      |
| 2008年 | 幸福捕手                      | 謝謬斯                      |
| 2008年 | 用吸塵器吸地板公視人生劇展    | 帕特單元劇                  |
| 2009年 | 愛就宅一起                    | 查克                        |
| 2009年 | 終極三國                      | 蔣幹                        |
| 2009年 | 桃花小妹                      | 艾爾                        |
| 2009年 | 阿鼻神盾                      | 西奧                        |
| 2010年 | 愛似百匯                      | 伊恩                        |
| 2010年 | 死神少女                      | 東尼                        |
| 2011年 | 陽光天使                      | 華倫                        |
| 2011年 | 華麗的挑戰                    | 布萊德                      |
| 2011年 | 旋風管家                      | 綁匪                        |
| 2012年 | 絕對達令                      | 派翠克                      |
| 2012年 | 終極一班2                     | 金寶三                      |
| 2012年 | 姐姐立正向前走                | 歐文                        |
| 2013年 | 美人龍湯                      | 阿翔                        |
| 2013年 | 幸福蒲公英                    | 托比                        |
| 2013年 | 終極一班3                     | 金寶三                      |
| 2013年 | 流氓蛋糕店                    | 帕特                        |
| 2013年 | 原來是美男                    | 文斯                        |
| 2014年 | 終極X宿舍                     | 任秂完弄·晨文/张芸珍/老祖宗 |
| 2014年 | 終極惡女                      | 沃克                        |
| 2015年 | 超級大英雄                    | 左佑守                      |
| 2015年 | 星座愛情獅子女                | 星探                        |
| 2015年 | 致，第三者                    | 陳哥                        |
| 2016年 | 終極一班4                     | 金寶三                      |
| 2016年 | 莒光園地 軍紀教育單元劇－貪禍 | 前營輔導長                  |
| 2016年 | 在一起，就好                  | David                       |
| 2017年 | 櫻桃小丸子 (台灣電視劇)       | 羅賓                        |
| 2017年 | 終極三國 (2017年網絡劇)       | 蔣幹、金寶三(客串)          |
| 2017年 | 镇魂街 (网络剧)               | 奧利                        |
| 2018年 | 終極一班5                     | 金寶三                      |
| 2018年 | 高校英雄傳                    | KING                        |
| 2019年 | 90後的我們                    | 金寶三                      |
| 2019年 | 最佳利益                      | 許仲雄                      |
| 2020年 | 我在你心裡                    | 三叔                        |
| 2020年 | 教官怎麼辦！                  | 成實中教官                  |
| 2023年 | 最佳利益2－決戰利益           | 許仲雄                      |
| 2023年 | 最佳利益3－最終利益           | 許仲雄                      |

## 參加節目
- KUSO KUSO 酷酷獸
- 天天樂財神

## 外部連結
- 終極一班 牆頭老草金寶三 - 張皓明的Facebook專頁
- 張皓明jeff的新浪微博
- 張皓明在互联网电影资料库（IMDb）上的資料（英文）（英文）
- 張皓明在豆瓣上的资料（简体中文）
- 張皓明在时光网上的簡介（简体中文）